# Трансформаторна підстанція

Блочна комплектна трансформаторна будка (Keroly)

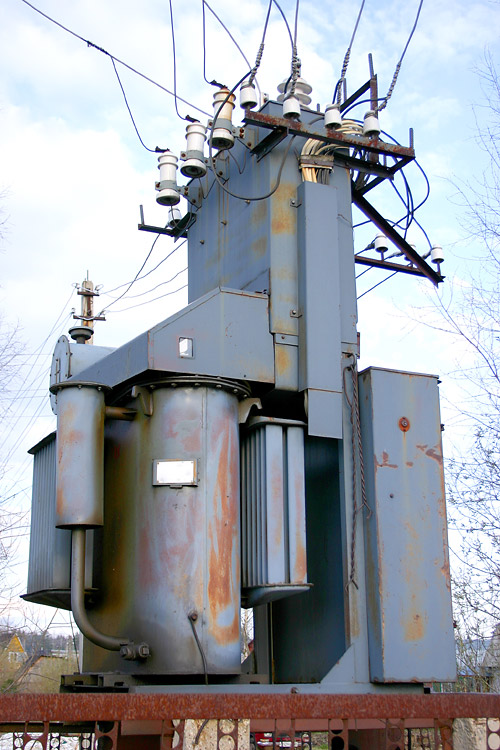
Комплектна трансформаторна підстанція

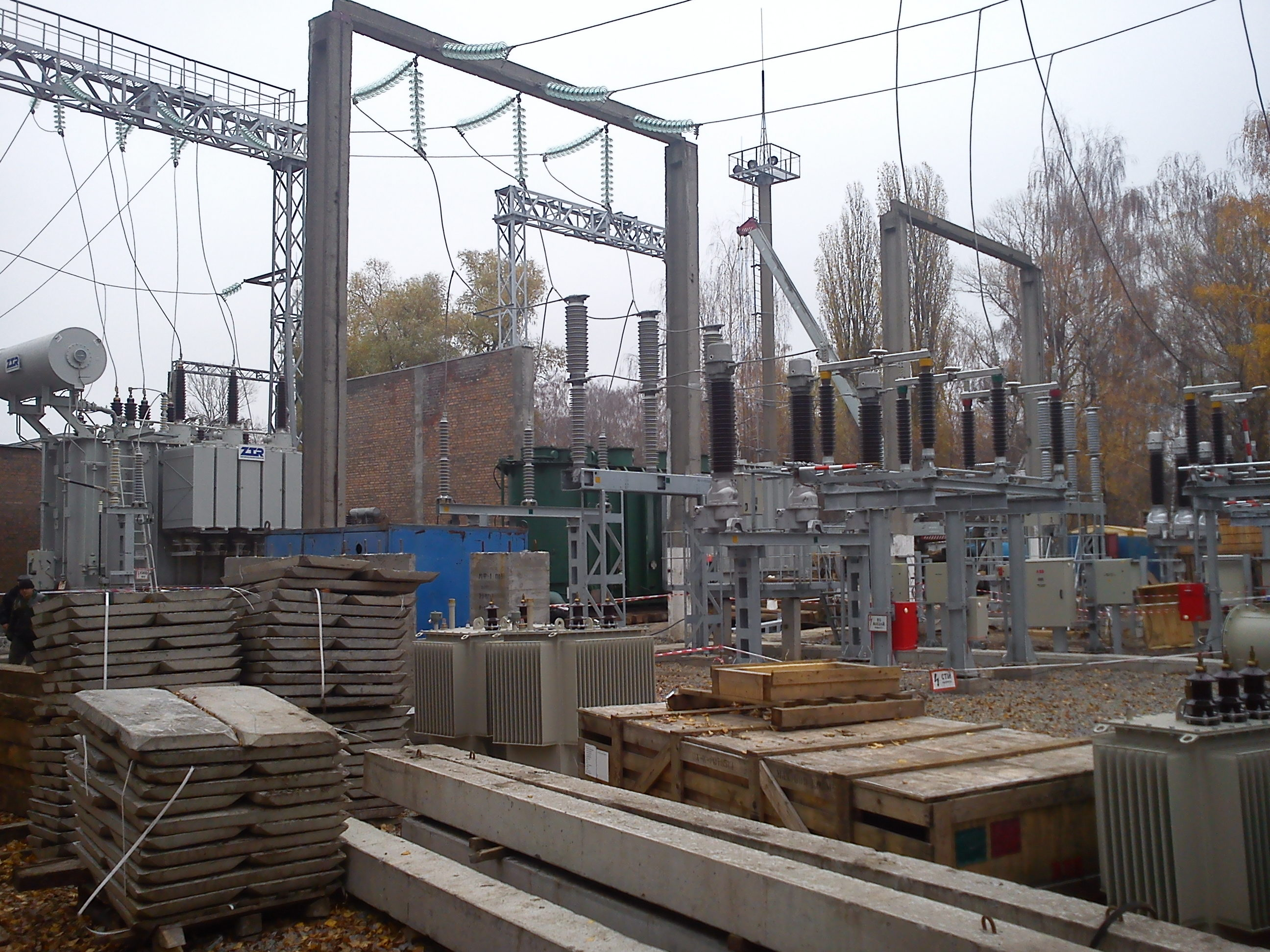
Трансформаторна підстанція 110/35/10 кВ відкритого типу

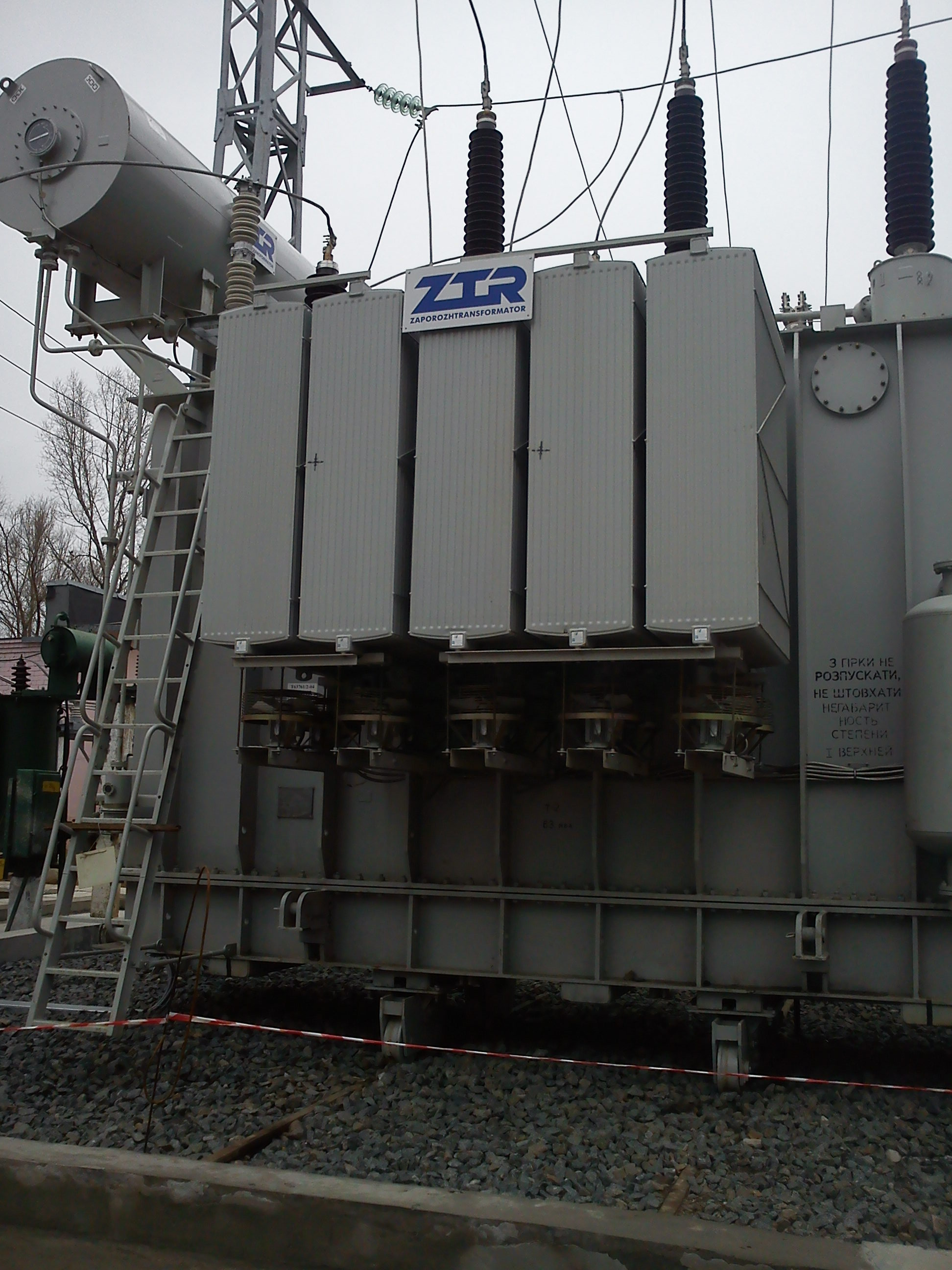
Трансформатор 110/35/10 кВ потужністю 63 МВА

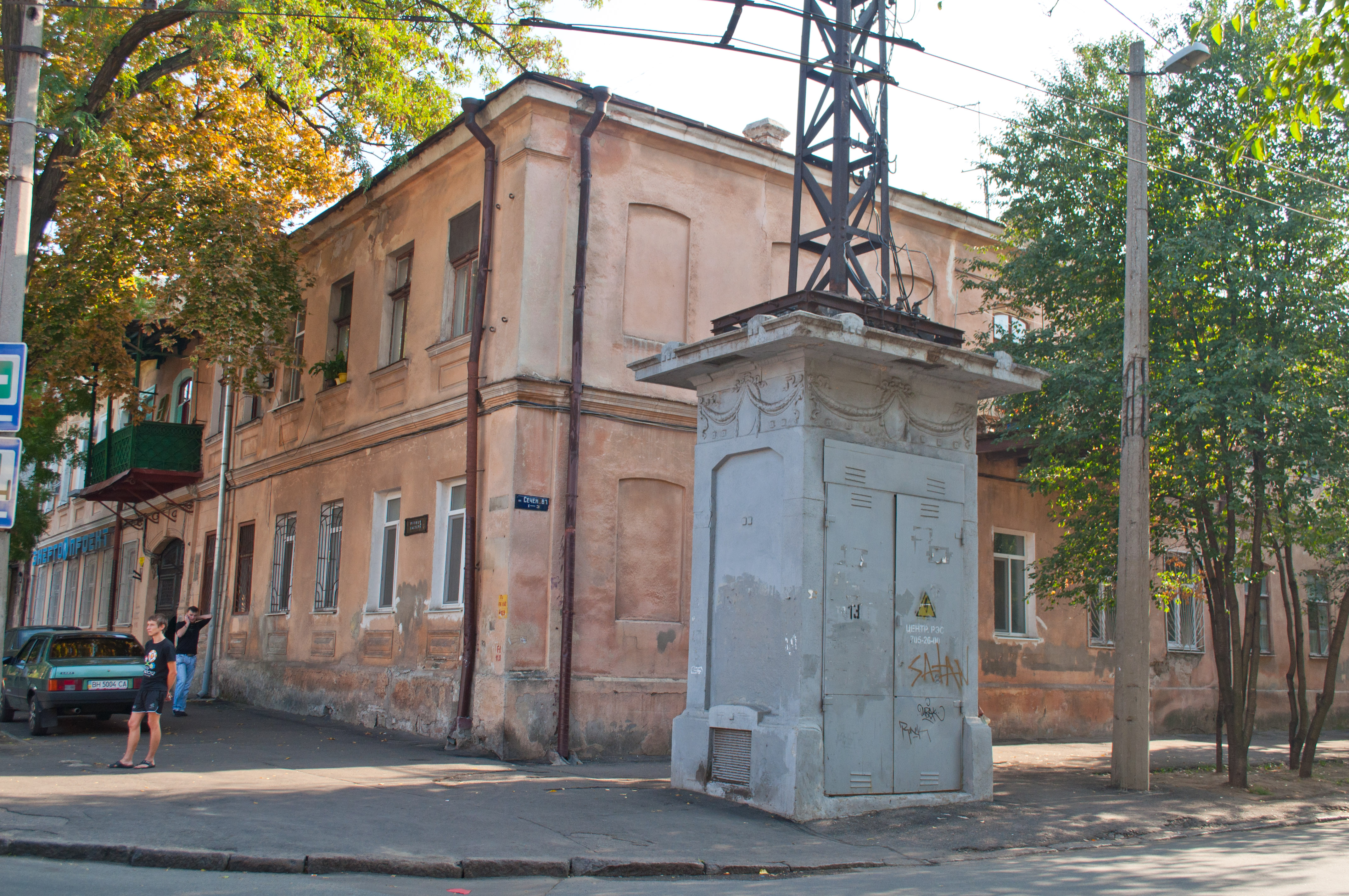
Трансформаторна підстанція 10/0,4 кВ в місті

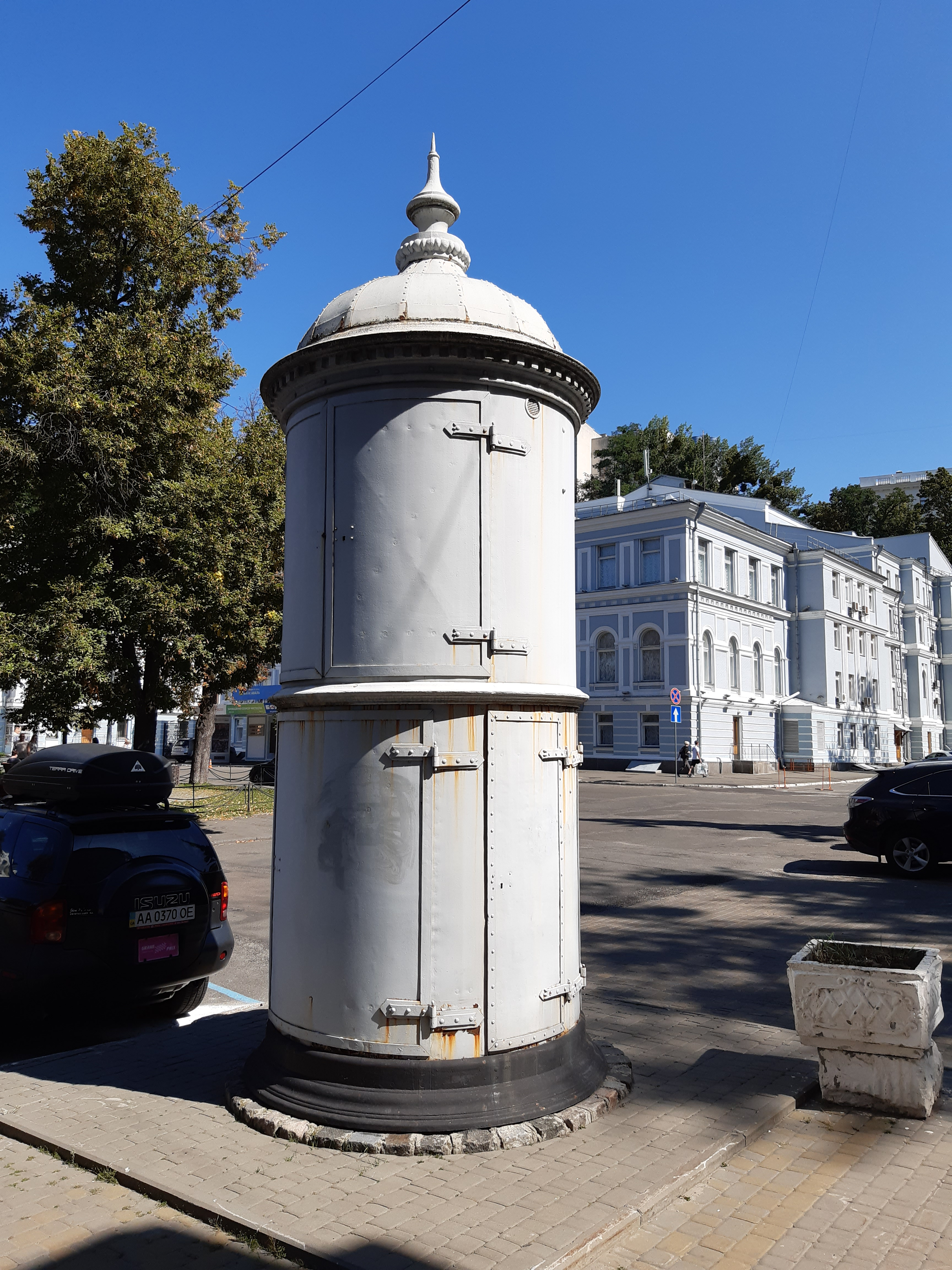
Трансформаторна підстанція 2,2 кВт 1902 року в Києві

Трансформа́торна підста́нція (ТП) — електрична підстанція, яка призначена для трансформування електричної енергії в мережі змінного струму та для розподілу електроенергії.

## Склад
Трансформаторна підстанція складається з:
- трансформаторів чи автотрансформаторів;
- вимірювальних трансформаторів струму і напруг;
- розподільних установок;
- апаратури керування;
- апаратури захисту.

До складу ТП входять силові трансформатори (зазвичай один або два), розподільні пристрої, пристрої автоматичного управління і захисту, а також допоміжні приміщення. В ряді потужних знижувальних ТП (на 220–330—500—750 кВ) застосовують автотрансформатори, що забезпечує зниження втрат електроенергії (на 30–35%), витрату міді (на 15–25%) і сталі (на 50–60%).
Розподільний пристрій ТП може мати одну або дві системи збірних шин або не мати їх. Найбільш поширені ТП з однією системою збірних шин, що зазвичай секціонується вимикачами і роз'єднувачами; на деяких ТП додатково встановлюють обхідну (байпасну) систему шин, що дозволяє вести профілактичні і ремонтні роботи, не припиняючи електропостачання споживачів.

## Типи
Трансформаторні підстанції поділяються на підвищувальні та знижувальні.
Підвищувальні трансформаторні підстанції (споруджувані зазвичай при електростанціях) перетворюють напругу, що виробляється генераторами, у вищу напругу (одного або декількох значень), необхідну для передачі електроенергії по лініях електропередачі (ЛЕП).
Знижувальні трансформаторні підстанції перетворюють первинну напругу електричної мережі в нижчу вторинну. Залежно від призначення і від величини первинної і вторинної напруги знижувальні трансформаторні підстанції підрозділяються на районні, головні знижувальні і місцеві (цехові). Районні трансформаторні підстанції приймають електроенергію безпосередньо від високовольтних ЛЕП і передають її на головні знижувальні ТП, а ті (знизивши напругу до 35, 10 або 6 кВ) — на місцеві і цехові підстанції, на яких здійснюється останній рівень трансформації (з пониженням напруги до 400 В) і розподіл електроенергії між споживачами.
В залежності від місця і способу приєднання трансформаторні підстанції до електричної мережі нормативні документи не встановлюють класифікації підстанцій. Однак ряд джерел дає класифікацію виходячи із застосування типів конфігурацій мережі та можливих схем приєднання:
- Тупикові — живлення по одній або двом радіальним лініям.
- Відгалужувальні — приєднуються до однієї або двох ліній на відгалуженнях.
- Прохідні — підключаються до мережі шляхом заходу однієї лінії з двухстороннім живленням.
- Вузлові — підключаються до мережі не менше ніж трьома лініями живлення.

Відгалужувальні та прохідні трансформаторні підстанції об'єднують поняттям проміжні, яке визначає розміщення підстанції між двома центрами електроживлення або вузловими підстанціями.
Прохідні і вузлові підстанції, через шини яких здійснюються перетоки потужності між вузлами мережі, називають транзитними.
Також використовується термін опорна підстанція, який як правило позначає підстанцію більш високого класу напруги по відношенню до розглянутої трансформаторної підстанції або мережі.
Також трансформаторні підстанції розділяють на підстанції відкритого типу і на закритого типу.
Закрита трансформаторна підстанція — ТП, обладнання якої розміщене в приміщені або в металевій оболонці.
Прибудована трансформаторна підстанція — закрита трансформаторна підстанція, що має тільки один будівельний елемент, спільний з суміжними приміщеннями (стіну, перегородку або підлогу, що є перекриттям суміжного приміщення знизу).
Вбудована трансформаторна підстанція має два або більше будівельних елемента, спільні з суміжними приміщеннями.
Щоглова трансформаторна підстанція (ЩТП) — трансформаторна підстанція (у тому числі в конструктивному виконанні КТП), все устаткування якої встановлене на конструкціях (або опорі повітряної лінії електропередач (ПЛ) просто неба на висоті, що не потребує наземного огородження.
Вибухозахищена трансформаторна підстанція — трансформаторна підстанція для шахт.

## Комплектні трансформаторні підстанції
Комплектна трансформаторна підстанція (КТП) — підстанція, що складається з трансформаторів (вмонтованих у шафи або встановлених просто неба), блоків розподільних пристроїв та інших елементів, які поставляються у зібраному або повністю підготовленому до збирання вигляді.

### Переваги
Основні переваги КТП:
- поставляються на об'єкт окремими блок-модулями з встановленою апаратурою;
- повна заводська готовність.

## Проектування

### Вибір ТП
При виборі трансформаторів необхідно проводити уніфікацію їх типорозмірів і потужностей для зручності експлуатації, зменшення вартості і полегшення резервування.
Типи і виконання трансформаторів вибираються в залежності від умов їх установки, температури, стану довкілля тощо. Для зовнішньої установки найбільш економічні і надійні масляні трансформатори. В забруднених зонах підприємств при зовнішній установці застосовуються трансформатори з підсиленою ізоляцією вводів. Для внутрішньої установки застосовуються сухі трансформатори.
Сухі трансформатори мають обмежену область використання, оскільки вони дорожче масляних. Їх доцільно використовувати при первинній напрузі не вище 10кВ при потужності до 1000кВА. В основному вони застосовуються там, де недопустима установка масляних трансформаторів через пожежонебезпеку, наприклад в адміністративних і громадських будівлях, клубах і в інших місцях, де збирається багато людей, а також у виробничих приміщеннях, небезпечних в пожежному відношенні.

### Структурна схема
Структурна схема трансформаторної підстанції — це частина головної схеми, що визначає шлях передавання електроенергії від генераторів, до розподільчих пристроїв різних напруг і зв'язок поміж них, і навіть, від РУ до споживачів.
Структурна схема підстанції залежить від складу обладнання (числа трансформаторів тощо) і розподілу навантаження між РУ різної напруги.
Функціонування даної структурної схеми передачі електроенергії трансформаторної підстанції така: електроенергія йде від енергосистеми ОРУ високої напруги і крізь трансформатор надходить на ЗРУ низької напруги і розподіляється між споживачами.
При розробці схем прагнуть до максимального спрощення схем і застосування мінімуму комутаційних апаратів в них. Такі схеми не тільки дешевші, але і надійніші, що підтверджується практикою експлуатації. Спрощенню схем надзвичайно сприяє застосування автоматики (АВР, АПВ), що дозволяє швидко і безпомилково здійснювати резервування окремих елементів.

### Захист від грозових перенапруг
ТП повинні мати захист від прямих ударів блискавки та грозових хвиль, які можуть прийти з приєднаних повітряних ліній електропередач. Цей захист виконують з урахуванням кількості грозових годин на рік за допомогою стрижневих і тросових блискавковідводів і захисних апаратів (ЗА), встановлених в розподільних пристроях, а також грозозахисних тросів і ЗА, установлених на підходах повітряних ліній до розподільних пристроїв. До захисних апаратів належать ОПН, РВ і захисні іскрові проміжки (ІП).
Дозволено застосовувати ОПН сумісно з РВ в одній РУ під час реконструкції існуючих ТП із заміною РВ на ОПН за умови, що залишкові напруги ОПН за номінального розрядного струму становлять менше 90 % залишкової напруги РВ. На різних фазах одного приєднання потрібно встановлювати ЗА одного типу (трифазний комплект ОПН).
У разі встановлення додаткових ОПН під час реконструкції існуючого РУ з ОПН усі ЗА даного РУ потрібно координувати між собою за номінальною і залишковою напругами, а також за питомою енергоємністю.
ВРУ напругою від 15,75 кВ до 750 кВ і ПС напругою від 35 кВ до 750 кВ, а також будівлі ЗРУ і ЗТП потрібно захищати від прямих ударів блискавки.
На відкритих ТП напругою 35 кВ з трансформаторами одиничною потужністю до 1,6 МВА незалежно від кількості таких трансформаторів, а також на відкритих ПС напругою від 3 кВ до 10 кВ з трансформаторами будь-якої потужності захист від прямих ударів блискавки не виконують.
Захист будівель закритих розподільчих пристроїв (ЗРУ) і закритих трансформаторних підстанцій (ЗТП), які мають металеві покриття покрівлі, потрібно виконувати заземленням цих покриттів. У разі наявності залізобетонної покрівлі і безперервного електричного зв'язку окремих її елементів захист виконують заземленням її арматури.
Захист будівель ЗРУ і ЗТП, дах яких не має металевих або залізобетонних покриттів з безперервним електричним зв'язком окремих їх елементів, потрібно виконувати стрижневими блискавковідводами або укладанням грозозахисної сітки безпосередньо на даху будівлі.
У разі встановлення стрижневих блискавковідводів на будівлі, яку захищають, від кожного блискавковідводу потрібно прокладати не менше двох заземлювальних провідників переважно по протилежних сторонах будівлі.

## Експлуатація ТП

### Виробнича структура і персонал
Виробнича структура електростанцій створюється з врахуванням її типу, потужності, виду і технологічних особливостей. Для обслуговування ТП персонал умовно ділять на наступні категорії:
- оперативний персонал — здійснює нагляд за обладнанням, проводить цілодобове і періодичне його обслуговування;
- ремонтний персонал — виконує ремонтні роботи, замінює і модернізує обладнання, проводить заходи для покращення експлуатації обладнання;
- лабораторний персонал — проводить профілактичні випробування і перевірки.